# Kevin Kelley
Pour les articles homonymes, voir Kelley.
Kevin Kelley est un boxeur américain né le 29 juin 1967 à New York.

## Carrière
Passé professionnel en 1988, il devient champion du monde des poids plumes WBC le 4 décembre 1993 en battant Gregorio Vargas aux points. Battu par Alejandro González lors de sa troisième défense le 7 janvier 1995, il met un terme à sa carrière en 2009 sur un bilan de 60 victoires, 10 défaites et 2 matchs nuls.